# Dirty Picture
Dirty Picture is een Nederlandse film uit 1980 van Pim de la Parra. De film werd gemaakt voor een Lowbudget bedrag en in zwart wit opgenomen. Volledige titel van de film is Pim de la Parra's Dirty Picture.
De film werd na 1 week van première al uit de bioscopen gehaald. De film werd zonder geluid en in zwart wit opgenomen.
Dirty Picture werd op 22 juni 2019 in Eye Film Instituut Nederland vertoond met live muziek van Kevin Toma.